# Aleksander Gołuchowski
Aleksander Gołuchowski herbu Leliwa (zm. przed 7 września 1725 roku) – podstoli sandomierski w 1720 roku, poseł województwa sandomierskiego na sejm 1724 roku, pułkownik.